# Tillandsia

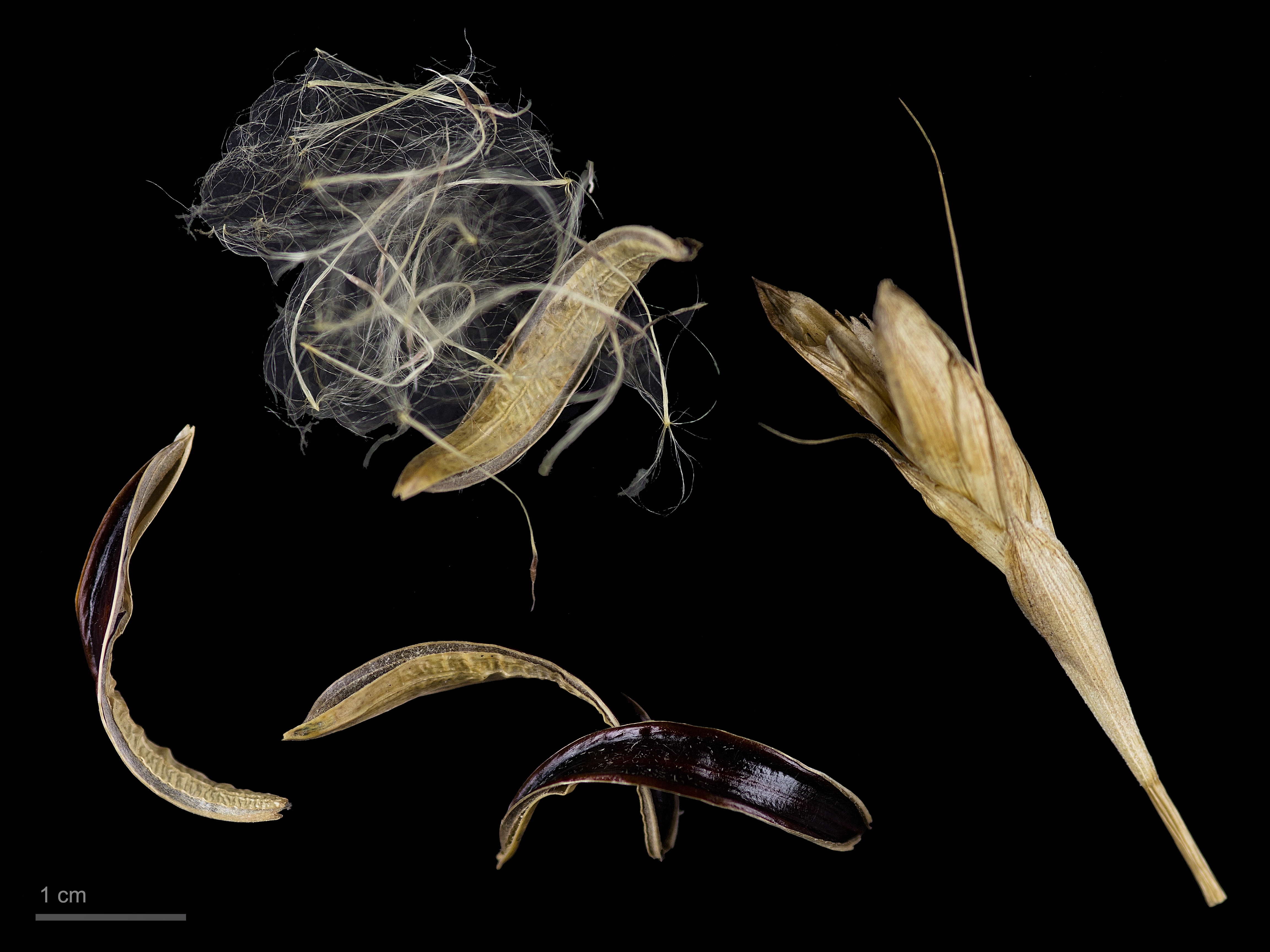
Tillandsia schiedeana

Tillandsia este unul din genurile Familiei Bromeliaceae..

## Specii
- Tillandsia usneoides[1].